# Чукчі
Чу́кчі (самоназва — лиг'ораветл'ят (ԓыгъоравэтԓьат), луораветлат (оравэтԓьат) — «справжні люди») — нечисленний корінний народ крайнього північного сходу Азії (півострів Чукотка), розкиданий на величезній території в Російській Федерації; від Берингового моря до річки Індігірки і від Північного Льодовитого океану до річок Анадир і Анюй.
Чукчі поділялись на — тундрових кочових оленярів (самоназва чаучу — «оленна людина») і приморських — осілих мисливців на морського звіра (самоназва анкалин — «береговий»).

## Чисельність і територія
Чисельність за даними Всеросійського перепису населення 2002 року — 15767 чоловік. Живуть в Чукотському АО (11,9 тис. чол.), а також на півночі колишнього Коряцького АО (1,5 тис. чол.) і в Нижньоколимському районі Якутії (1,3 тисяч чоловік).
Чисельність та розселення чукчів у Російській імперії/СРСР/Росії

Розселення корінних народів Чукотки

|  |  |

## Історія

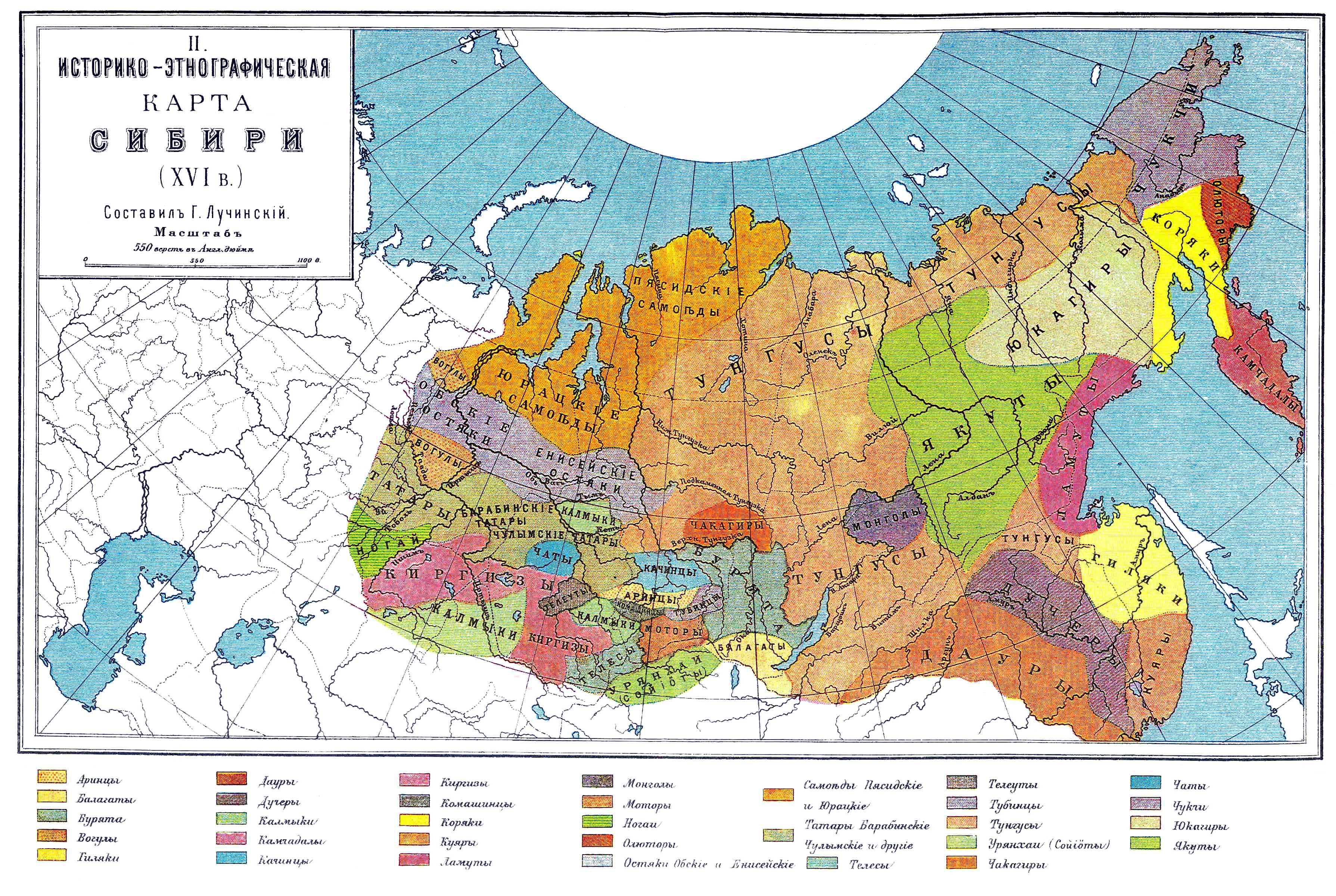
Етнічна мапа (бл. 1900 р.) Сибіру з територією розселення чукчів у XVI ст. до експансії Російської держави.

Сучасна етногенетична схема дозволяє вважати чукчів аборигенами континентальної Чукотки. Їхні предки сформувалися тут на рубежі IV — III тис. до н. е. Основу матеріальної культури цього населення склало полювання дикого оленя, в достатньо стабільних природно-кліматичних умовах, що проіснували тут до кінця XVII — початку XVIII ст.
У XVII ст. чукчі вперше зіткнулись із росіянами, з якими вони потім вели війни протягом 150 років. 1644 року козак Стадухін заснував Нижньоколимський остріг, він також перший повідомив про них в Якутськ. Чукчі, що кочували тоді як на схід, так і на захід від річки Колими, після кровопролитної боротьби остаточно полишили лівий берег Колими, відтіснивши при своєму відступі ескімоське плем'я мамаллів з узбережжя Північного Льодовитого океану до Берингового моря. З тих пір протягом більш ніж ста років не припинялися криваві зіткнення між росіянами і чукчами, території контролю яких розмежовувались по річці Колимі на заході і Анадир'ю на півдні, з боку Приамурського краю.

Морські звіробої

У 1770 році після невдалої кампанії керівника російського військового загону Шестакова Анадирський остріг, що слугував центром боротьби з чукчами, був знищений і його команда переведена в Нижньоколимськ. Після цього чукчі стали менш вороже ставитись до росіян і поступово почали вступати з ними в торгові відносини. У 1775 р. на річці Ангарці, притоці Великого Анюя, була збудована Ангарська фортеця, де під охороною козаків, відбувався щорічний ярмарок для мінової торгівлі з чукчами.
З 1848 року ярмарок був перенесений в Анюйську фортецю (за 250 кілометрів від Ніжньоколимська, на березі Малого Анюя). До першої половини XIX століття, коли європейські товари доставлялися на територію чукчів єдиним сухопутним шляхом через Якутськ, Анюйський ярмарок мав обороти на сотні тисяч рублів. Чукчі на продаж привозили не тільки звичні продукти їхнього власного мисливства (одяг з оленячого хутра, оленячі шкури, живі олені, тюленячі шкури, китовий вус, шкури білих ведмедів), але й найдорожчі хутра (бобрів, куниць, чорних лисиць, блакитних песців), які так звані носові чукчі вимінювали на тютюн у мешканців берегів Берингового моря і північно-західного узбережжя Америки. В 1880-ті роки торгівля хутром починає вестись через морські комунікації, з переважно американськими китоловами і купцями. Це викликало падіння значення сухопутних торгових шляхів та призвело до занепаду Анюйського ярмарку, який під кінець XIX ст. обслуговував вже лише потреби місцевого колимського торгу.

## Мова
Розмовляють на чукотській мові чукотсько-камчатської сім'ї. Поширена також російська мова (вільно володіють 61,3 % чукчів, вважають рідною — 28,3 %). Писемність на чукотській мові створена в 1931 р. на основі латиниці, а в 1936 р. — на основі кирилиці. Чукотська мова викладається в школах, нею ведуться радіо- і телепередачі, в Магадані видається література. З 1990-х років проблемами відродження традиційної культури чукчів займається Асоціація народів Чукотки.

## Побут

### Житло

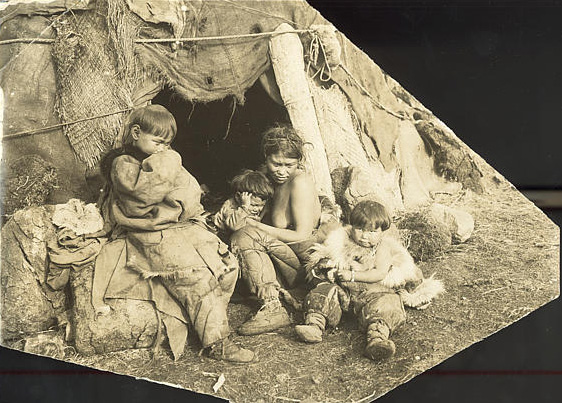
Жінка з дітьми біля яранги

Основним житлом була яранга — розбірний намет циліндро-конічної форми. У тундрових чукчів яранги вкривались оленячими шкурами, у приморських — моржевими. Склепіння опиралось на три тичини в центрі. Всередині яранга розділялась пологами у вигляді великих глухих хутряних мішків з оленячих шкур, розтягнутих на тичинах. Таким чином житло чукчів, як правило, розділялося на чотагін — холодну частину, і теплу частину — полог, в якій спали. У великих ярангах, заможних господарів пологів могло бути декілька, виділених в різних сторонах яранги. Освітлювалась й опалювалася кам'яною, глиняною або дерев'яною жировою лампою. Їжу готували на багатті в чотагіні. Яранга приморських чукчів відрізнялася від житла оленярів відсутністю димового отвору.
До кінця XIX в. у приморських чукчів зберігалася напівземлянка, запозичена в ескімосів (валкаран — «будинок із щелеп кита») — на каркасі з китових кісток, вкритих дерниною і землею. Улітку в неї входили через отвір у покрівлі, узимку — через довгий коридор. Стійбища кочових чукчів складалися з 2-10 яранг, були витягнуті зі сходу на захід, першою з заходу ставилася яранга голови громади. Поселення приморських чукчів нараховували до 20 і більше яранг, розташованих безладно.

### Транспорт

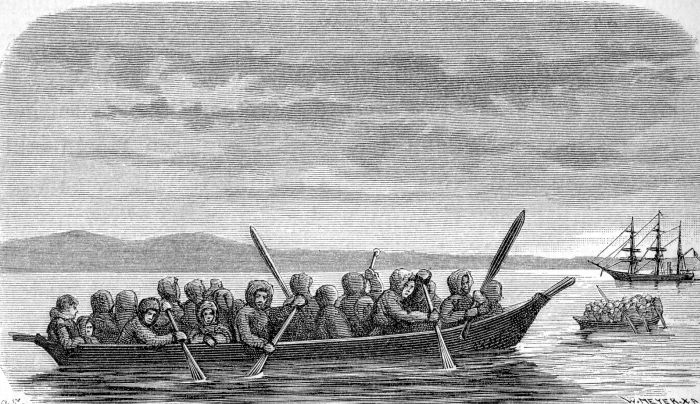
Чукчі на байдарці, 1880 р.

Тундрові чукчі пересувалися на дуго-копильних нартах на оленях або собаках, приморські — на собаках. Користувалися також ступальними лижами-ракетками, на Колимі використовували запозиченими в евенків ковзними лижами. По воді пересувалися в байдарах — човнах, що вміщають від одного до 20-30 чоловік, з моржевих шкур, з веслами й косим вітрилом.

## Культура

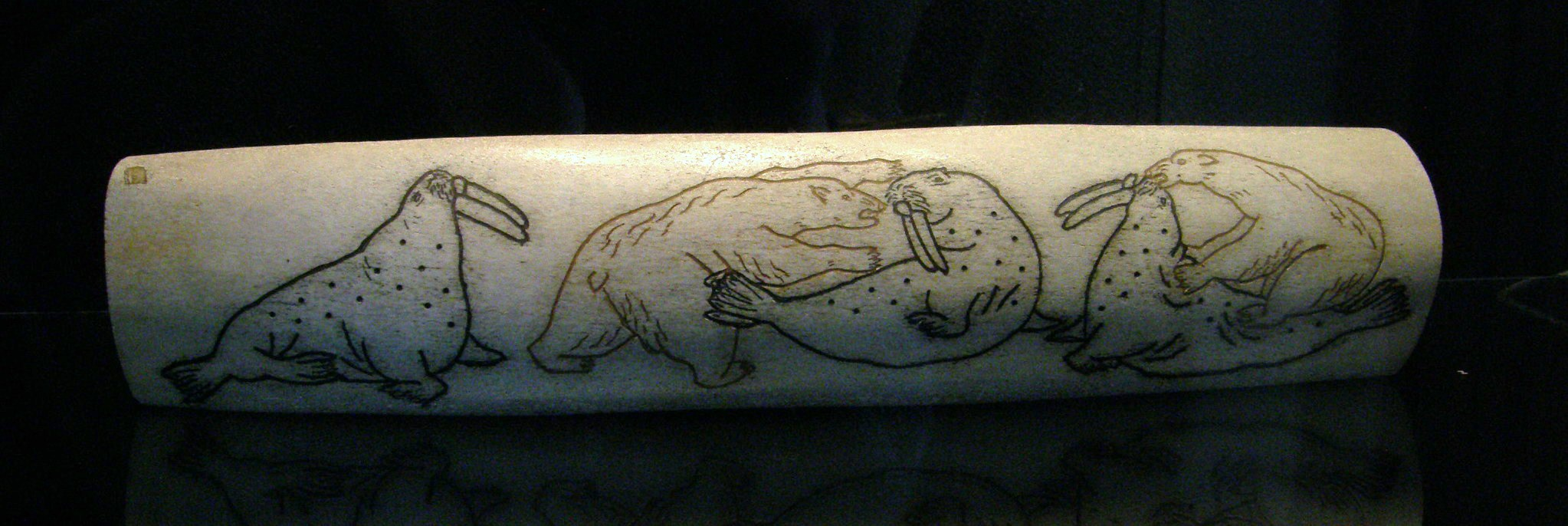
Різьба по моржевому бивню, 1940-ві роки.

Фольклор і міфологія чукчів дуже багаті і різноманітні та мають багато спільного з творчістю американських народів та інших палеоазіатів. Чукотська мова дуже багата як словами, так і формами, в ній досить чітко простежується гармонія звуків. Фонетика дуже важка для європейців. Чукчі, особливо приморські, прославилися своїми скульптурними і різьбленими зображеннями з кісток тварин, що вражають своєю відповідністю до природних, сміливістю поз і штрихів, що нагадують чудові кісткові зображення палеолітичного періоду. У селищі Уелен розташована відома на весь світ косторізна майстерня.

## Видатні чукчі
- Теневіль — перший творець чукотської писемності.
- Кимитваль Антоніна Олександрівна — видатна чукотська поетеса.
- Ритхеу Юрій Сергійович — всесвітньовідомий чукотський письменник.

## Ресурси і джерела
- http://www.nsu.ru/ip/chukch.php(рос.) [Архівовано 30 серпня 2007 у Wayback Machine.]
- Сучасний стан чукотського народу(рос.)
- Граматика чукотської мови [Архівовано 15 квітня 2012 у Wayback Machine.](рос.)
- Чукотка: чудовий і суворий край [Архівовано 20 лютого 2008 у Wayback Machine.](рос.)
- Про чукотські війни(рос.)
- Про російське підкорення народів Чукотки. «Сибірська заїмка» [Архівовано 13 січня 2007 у Wayback Machine.](рос.)
- Російський етнографічний музей [Архівовано 22 лютого 2012 у WebCite](рос.)
- Коротка інформація про чукчів, кілька чукотських казок [Архівовано 14 лютого 2008 у Wayback Machine.](укр.)